# Wilhelm von Pufendorf
Wilhelm Carl Ludwig von Pufendorf (* 30. Juli 1790 in Celle; † 4. April 1838 ebenda) war ein deutscher Jurist und Richter am obersten Gericht des Königreichs Hannover.

## Leben
Wilhelm von Pufendorf entstammte der berühmten Juristenfamilie Pufendorf, zu der bereits der Naturrechtsphilosoph Samuel von Pufendorf (1632–1694) zählte. Sein Großvater war der Jurist Friedrich Esaias Pufendorf. Wilhelm von Pufendorf wurde am 30. Juni 1790 in Celle als Sohn des Ludolf Friedrich Johann von Pufendorf und Gustava geb. Cruse geboren. Sein Vater war wie er selbst königlich hannoverscher Richter am Oberappellationsgericht in Celle. 1820 heiratete er in Göttingen Jeanette geb. Pauer, verwitwete Langreuter.
Pufendorf studierte bis September 1809 Rechtswissenschaften an der Universität Göttingen und gehörte dort zu den Gründungsmitgliedern des Corps Hannovera. Zuvor gehörte er einem heimlich bestehenden landsmannschaftlichen Zusammenschluss von Studenten aus dem Königreich Hannover an. Er verließ die Stadt wie die meisten seiner Corpsbrüder nach der sog. Gendarmen-Affäre.
1828 wurde Pufendorf zum Richter am Oberappellationsgericht des Königreichs Hannover in Celle ernannt. Das Gericht war bis 1866 das höchste Gericht im Königreich Hannover. Die Richterstelle erhielt er mit dem Tod seines Vaters, welcher seinerseits vor ihm dieses Amt ausgeübt hatte. Damals galt die 1819 durch eine Verordnung festgelegte Gewohnheit, dass Vater und Sohn nicht gleichzeitig am Oberappellationsgericht tätig sein durften. Daher rückte erst nach dem Tode seines Vaters in die Stelle seines Vaters ein. Er hatte diese 9 Jahre lang bis zu seinem Tod 1838 inne. Er wirkte bereits in vierter Generation der Pufendorfs an demselben Gericht. Auch sein Großvater, der Jurist Friedrich Esaias Pufendorf und sein Urgroßvater Esaias Pufendorf waren bereits zuvor Richter am königlich hannoverschen Oberappellationsgericht. 1841 veröffentlichte er ein umfassendes Werk über das damalige Zivilrecht und das geltende Prozessrecht. Wie schon sein Vorgänger Friedrich Esaias veröffentlichte er zudem ab 1830 regelmäßig Artikel und Beiträge zur zivilrechtlichen Rechtsdogmatik, seine sogenannten Observationes. Diese erschienen unter anderem in der Juristischen Zeitung für Hannover. Sie stellten eine Sammlung von Entscheidungen des Oberappellationsgerichts und anderer Gerichte dar, an denen er zum Teil selbst mitgewirkt hat. Sie waren zu ihrer Zeit eine Erkenntnisquelle für das im hannoverschen Raum geltende Recht.

## Veröffentlichungen
- Wilhelm v. Pufendorf: Wilhelm von Pufendorf's Observationen über Gegenstände des Civil- und Proceßrechts – aus dessen im königlichen Ober-Appellations-Gerichte zu Celle gehaltenen Vorträgen. Verlag von G. H. C. Schulze, Celle 1841 (Digitalisat)
- Observationen. mehrere Artikel in: Juristische Zeitung für Hannover ab 1830 (Liste der Veröffentlichungen)